# Pavel Aleksandrovič Romanov
Pavel Aleksandrovič Romanov in russo Павел Александрович Романов? (San Pietroburgo, 3 ottobre 1860 – Pietrogrado, 30 gennaio 1919), granduca di Russia, fu generale dell'esercito Imperiale russo.

## Biografia

### Infanzia
Era l'ottavo, e ultimo, figlio dello zar Alessandro II di Russia (1818-1881) e della zarina Marija Aleksandrovna, nata Maria Massimiliana d'Assia-Darmstadt (1824-1880). I suoi nonni paterni erano lo zar Nicola I di Russia (1796-1855) e la zarina Aleksandra Fёdorovna, nata Carlotta di Prussia (1798-1860); quelli materni il granduca Luigi II d'Assia-Darmstadt (1777-1848) e la granduchessa Guglielmina di Baden (1788-1836). La sua nascita fu onorata dando il nome di Pavlodar ad una città in Kazakistan.

### Carriera militare
Come tutti i membri della sua famiglia compì il cursus militare fino al grado di generale dell'esercito imperiale, ma a differenza dei suoi fratelli non mostrò mai indole guerresca: era una persona cortese, religiosa e disponibile.

### Primo matrimonio
Pavel si sposò una prima volta il 17 giugno del 1889 a San Pietroburgo con la principessa Alessandra di Grecia (1870-1891), figlia secondogenita del re Giorgio I di Grecia (1845-1913) e della regina Ol'ga Konstantinovna Romanova (1851-1926).
Dal matrimonio nacquero due figli. Alessandra morì poche ore dopo la nascita del figlio Dmitrij.

### Secondo matrimonio
Il giovane vedovo nel 1893 conobbe la signorina Ol'ga Valerianovna Karnovic. L'anno successivo Pavel chiese allo zar Nicola II, suo nipote, il permesso di sposarla, ma egli rifiutò. La coppia si trasferì quindi nella città di Parigi e, il 10 ottobre del 1902, nella chiesa ortodossa di Livorno, si sposò. Il matrimonio diede scandalo presso la Corte Imperiale russa: Pavel dovette dimettersi dall'esercito, gli furono requisite le sue proprietà e i figli Marija e Dmitrij vennero adottati e cresciuti dal fratello Sergej Aleksandrovič Romanov e dalla moglie Elizaveta Fëdorovna.
Ol'ga ricevette nel 1904, da Leopoldo di Baviera, il titolo di Contessa di Hohenfelsen e, in seguito, Nicola II la nominò Principessa di Paley.
Per molti anni vissero in esilio a Parigi, fino a quando non furono perdonati e fu loro permesso di tornare in patria, e soggiornare a Carskoe Selo: nel 1915 lo Zar concesse a Ol'ga e ai suoi figli il titolo di Principi di Paley e il trattamento di Altezza Serenissima. Tale modifica nei rapporti familiari si ebbe anche per il sopraggiungere della prima guerra mondiale, che spinse la famiglia imperiale ad essere maggiormente unita: il granduca Pavel divenne comandante del Primo Reggimento della Guardia Imperiale e, in seguito, fu posto di stanza al Quartier Generale dello zar. Nel 1917 provò a convincere il nipote a concedere una vera costituzione liberale, ma fallì: in ogni caso fu uno dei pochi membri della famiglia a rimanere fedele all'imperatore e alla contestata Imperatrice durante l'ultimo periodo monarchico.

### Morte
In conseguenza della Rivoluzione russa, le autorità comuniste gli confiscano ogni bene e nel marzo del 1918 esiliarono suo figlio Vladimir nella regione degli Urali, dove venne ucciso il 18 luglio 1918 ad Alapaevsk con altri membri dei Romanov. Nell'agosto dello stesso anno il regime fece arrestare il granduca Pavel e lo imprigionò nella Fortezza di San Pietro e San Paolo: la sua salute, già malandata, peggiorò velocemente e sua moglie iniziò a supplicare le autorità perché lo rilasciassero, invano. Fu fucilato nella fortezza di San Pietroburgo all'alba del 30 gennaio 1919, due giorni dopo i suoi cugini, i granduchi Dmitrij Konstantinovič, Nikolaj Michajlovič e Georgij Michajlovič. Fu sepolto in una fossa comune, avendo i bolscevichi rifiutato alla vedova il permesso di dare una sepoltura diversa al cadavere.

## Discendenza
Dal primo matrimonio tra il granduca Pavel e la principessa Alessandra di Grecia nacquero due figli:
- Marija (1890-1958), sposò Guglielmo di Svezia e successivamente Roman Sergievič Putiatin;
- Dmitrij (1891-1942).

Pavel e Ol'ga Valerianovna Karnovic, sua seconda moglie, ebbero tre figli:
- Vladimir Pavlovič Paley, poeta, nato nel 1897 e ucciso durante la Rivoluzione russa nel 1918;
- Irina Pavlovna Paley, nata nel 1903 e morta nel 1990;
- Natalia Pavlovna Paley, nata nel 1905 e morta nel 1981.

## Ascendenza
|                             |                 |                                                | Genitori                                               |  |  | Nonni |  |  | Bisnonni          |  |  | Trisnonni            |  |
|                             |                 |                                                |                                                        |  |  |       |  |  | Paolo I di Russia |  |  | Pietro III di Russia |  |
|                             |                 |                                                |                                                        |  |  |       |  |  | Paolo I di Russia |  |  | Pietro III di Russia |  |
|                             |                 | Caterina II di Russia                          |                                                        |  |  |       |  |  | Paolo I di Russia |  |  |                      |  |
| Nicola I di Russia          |                 |                                                |                                                        |  |  |       |  |  | Paolo I di Russia |  |  |                      |  |
|                             |                 | Sofia Dorotea di Württemberg                   | Federico II Eugenio di Württemberg                     |  |  |       |  |  |                   |  |  |                      |  |
|                             |                 | Sofia Dorotea di Württemberg                   | Federico II Eugenio di Württemberg                     |  |  |       |  |  |                   |  |  |                      |  |
|                             |                 | Sofia Dorotea di Württemberg                   | Federica Dorotea di Brandeburgo-Schwedt                |  |  |       |  |  |                   |  |  |                      |  |
| Alessandro II di Russia     |                 | Sofia Dorotea di Württemberg                   |                                                        |  |  |       |  |  |                   |  |  |                      |  |
|                             |                 | Federico Guglielmo III di Prussia              | Federico Guglielmo II di Prussia                       |  |  |       |  |  |                   |  |  |                      |  |
|                             |                 | Federico Guglielmo III di Prussia              | Federico Guglielmo II di Prussia                       |  |  |       |  |  |                   |  |  |                      |  |
|                             |                 | Federico Guglielmo III di Prussia              | Federica Luisa d'Assia-Darmstadt                       |  |  |       |  |  |                   |  |  |                      |  |
| Carlotta di Prussia         |                 | Federico Guglielmo III di Prussia              |                                                        |  |  |       |  |  |                   |  |  |                      |  |
|                             |                 | Luisa di Meclemburgo-Strelitz                  | Carlo II di Meclemburgo-Strelitz                       |  |  |       |  |  |                   |  |  |                      |  |
|                             |                 | Luisa di Meclemburgo-Strelitz                  | Carlo II di Meclemburgo-Strelitz                       |  |  |       |  |  |                   |  |  |                      |  |
|                             |                 | Luisa di Meclemburgo-Strelitz                  | Federica Carolina Luisa d'Assia-Darmstadt              |  |  |       |  |  |                   |  |  |                      |  |
| Pavel Aleksandrovič Romanov |                 | Luisa di Meclemburgo-Strelitz                  |                                                        |  |  |       |  |  |                   |  |  |                      |  |
|                             | Luigi I d'Assia | Luigi IX d'Assia-Darmstadt                     |                                                        |  |  |       |  |  |                   |  |  |                      |  |
|                             | Luigi I d'Assia | Luigi IX d'Assia-Darmstadt                     |                                                        |  |  |       |  |  |                   |  |  |                      |  |
|                             | Luigi I d'Assia | Carolina del Palatinato-Zweibrücken-Birkenfeld |                                                        |  |  |       |  |  |                   |  |  |                      |  |
| Luigi II d'Assia            | Luigi I d'Assia |                                                |                                                        |  |  |       |  |  |                   |  |  |                      |  |
|                             |                 | Luisa d'Assia-Darmstadt                        | Giorgio Guglielmo d'Assia-Darmstadt                    |  |  |       |  |  |                   |  |  |                      |  |
|                             |                 | Luisa d'Assia-Darmstadt                        | Giorgio Guglielmo d'Assia-Darmstadt                    |  |  |       |  |  |                   |  |  |                      |  |
|                             |                 | Luisa d'Assia-Darmstadt                        | Maria Luisa Albertina di Leiningen-Dagsburg-Falkenburg |  |  |       |  |  |                   |  |  |                      |  |
| Maria d'Assia-Darmstadt     |                 | Luisa d'Assia-Darmstadt                        |                                                        |  |  |       |  |  |                   |  |  |                      |  |
|                             |                 | Carlo Luigi di Baden                           | Carlo Federico di Baden                                |  |  |       |  |  |                   |  |  |                      |  |
|                             |                 | Carlo Luigi di Baden                           | Carlo Federico di Baden                                |  |  |       |  |  |                   |  |  |                      |  |
|                             |                 | Carlo Luigi di Baden                           | Carolina Luisa d'Assia-Darmstadt                       |  |  |       |  |  |                   |  |  |                      |  |
| Guglielmina di Baden        |                 | Carlo Luigi di Baden                           |                                                        |  |  |       |  |  |                   |  |  |                      |  |
|                             |                 | Amalia d'Assia-Darmstadt                       | Luigi IX d'Assia-Darmstadt                             |  |  |       |  |  |                   |  |  |                      |  |
|                             |                 | Amalia d'Assia-Darmstadt                       | Luigi IX d'Assia-Darmstadt                             |  |  |       |  |  |                   |  |  |                      |  |
|                             |                 | Amalia d'Assia-Darmstadt                       | Carolina del Palatinato-Zweibrücken-Birkenfeld         |  |  |       |  |  |                   |  |  |                      |  |
|                             |                 | Amalia d'Assia-Darmstadt                       |                                                        |  |  |       |  |  |                   |  |  |                      |  |